# Pax palmonii
Pax palmonii là một loài nhện trong họ Zodariidae.
Loài này thuộc chi Pax. Pax palmonii được Gershom Levy miêu tả năm 1990.